# デイヴィッド・クロケット

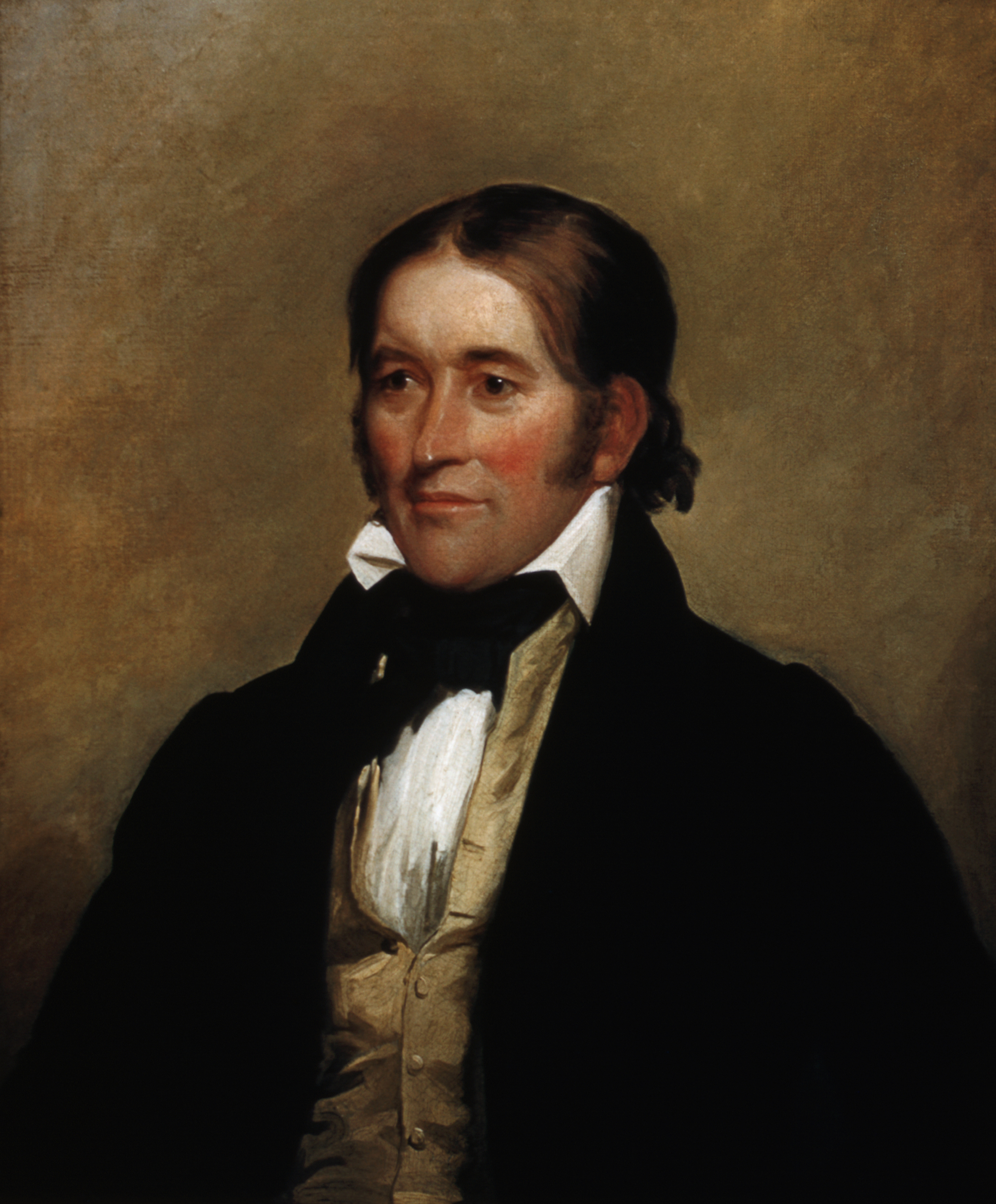
デヴィー・クロケット

デイヴィッド・クロケット（英語: David crockett、1786年8月17日 - 1836年3月6日）はアメリカ合衆国の軍人、政治家。テキサスの独立を支持し、アラモの戦いで戦死した。アメリカの国民的英雄である。一般にはデイヴィー・クロケット(デヴィー・クロケット)（Davy Crockett）として知られる。

## テキサス革命以前
クロケットはフランクリン国グリーンコロニーで9人兄弟の第5子として生まれ、十分な教育は受けられなかったという。1813年には州の民兵として後の大統領アンドリュー・ジャクソンの下で先住民討伐に従軍した。
1826年、1828年、1832年には合衆国下院議員にテネシー州から当選（1830年は落選）し、不法滞在者の権利獲得に尽力した。1833年には自伝も出版し、一躍有名人となったが1835年には落選した。

## テキサス革命
クロケットは下院議員時代に親交を深めたサミュエル・ヒューストンにも影響され、1836年1月14日にはテキサス暫定政府との書類に調印しテキサス革命に正式に参加、2月6日にアラモの守備のためサンアントニオに到着した。
2月23日から開始されたアラモの戦いでは指揮官ウィリアム・トラヴィスの下、教会前面の木柵の防御を担当していた。しかし、ジェームズ・ボウイの病状悪化や援軍が来なかったこともあり、3月6日にアラモは陥落した。クロケットはメキシコ大統領サンタ・アナに捕らえられ、処刑された。

## イメージ

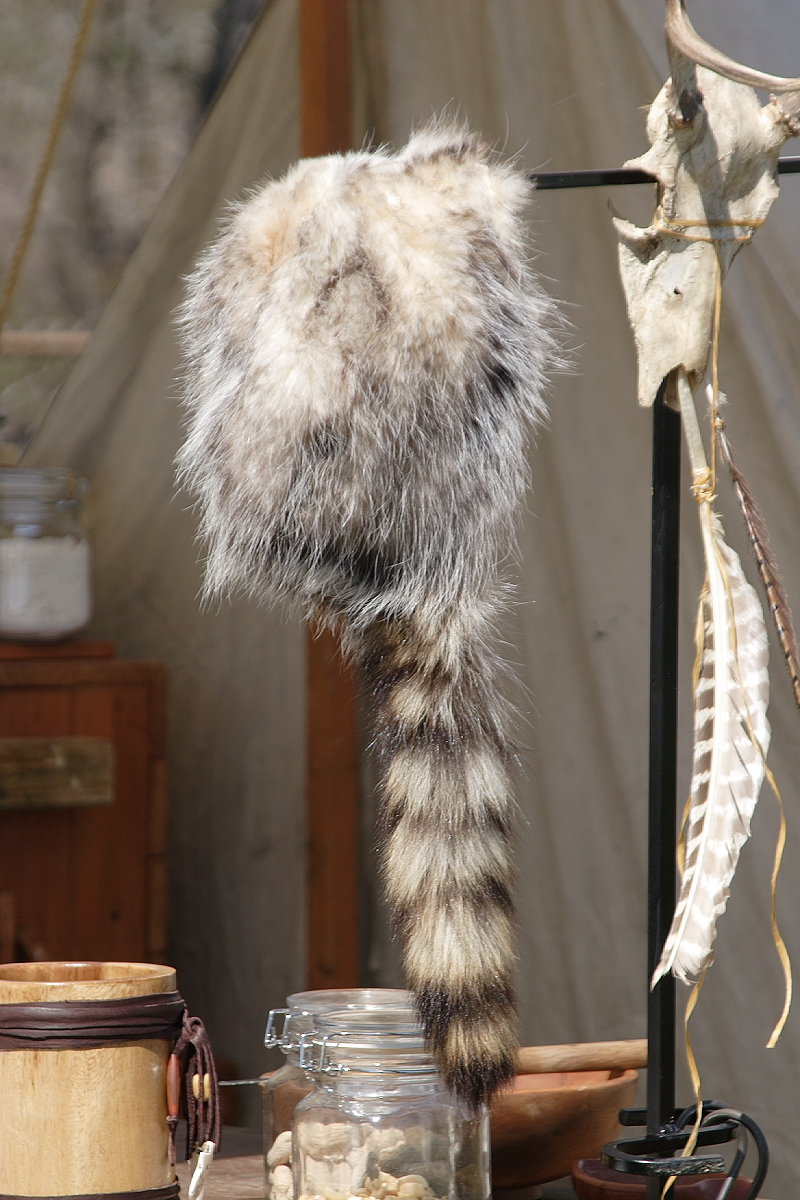
アライグマの毛皮の帽子（クロケット帽）

同時代から西部開拓地の型破りな人気者というイメージが存在し、今でも語り継がれている。
動物の皮から作られるスキン・キャップ（皮の帽子）を好んで被っていたため「クロケット帽」という帽子がある。
3歳で熊を退治したとする伝説は歌にもなり、アメリカでは有名。

## 逸話
1826年、クロケットは選挙に当選するために演説を行った。そこで彼は自分がどれだけすばらしい人間か、そしてどれほど強いのかを語った。しかしそこで聞いていた群集の一人が「それほどあなたがすばらしい人間なら我々を酒場に連れて行ってラム酒をおごってくれよ」と叫んだ。クロケットは下院に参加する野望をあきらめたくなかったため止むを得ず群集を酒場へ連れて行ったものの、金をもっていなかった。彼は酒場の主人、ジョブに金は今度払うから一番上等なラム酒をくれないかと頼んだ。けれどもジョブがそれを固く断ったためクロケットは群集に少し待っているよう伝え外に出た。しばらくしてクロケットはアライグマの毛皮を持って現れた。彼は射撃の名人だったので毛皮に穴は空いていなかった。クロケットが毛皮と上等なラム酒の交換を頼むとジョブはあっさりとその交換を受けた。かくして群集は上等なラム酒をおごってもらったわけだが、それがあまりにもおいしかったためもっとほしいと言った。クロケットはジョブがよそを向いている間に手の届く場所にあった毛皮をすばやく取り、また上等なラムと交換した。信じられないことにクロケットはこれをあと10回も繰り返した。群集ももちろん気づいてはいたが、彼がジョブを10回も騙したので次の選挙で彼に投票することを決めた。そして選挙でクロケットは当選し彼の夢はかなった。

## デイヴィッド・クロケットに関連した作品

### 映画
クロケットとアラモの戦いは何度も映画化されている。
- 『Davy Crockett』（1910） 無声映画
- 『Davy Crockett』（1916）
- 『Davy Crockett at the Fall of the Alamo』（1926）
- 『デイビー・クロケット／鹿皮服の男（Davy Crockett, King of the Wild Frontier）』（1954） 演：フェス・パーカー
- 『ミシシッピ決死隊（Davy Crockett and the River Pirates）』（1956） 演：フェス・パーカー
- 『アラモ（The Alamo）』（1960） 演：ジョン・ウェイン
- 『アラモ（The Alamo）』（2004） 演：ビリー・ボブ・ソーントーン

### 音楽
『デイビー・クロケットの歌（The Ballad of Davy Crockett）』（デビイ・クロケットの唄、デビー・クロケットの唄）
カントリー音楽、もしくはフォークソング。1955年にビル・ヘイズ、フェス・パーカー、テネシー・アーニー・フォードの競作によりヒット。多くの歌手にカバーされている。
- 落語家の春風亭昇太が出囃子として使用している。

日本語でもカバーされ、複数の日本語歌詞がある。
- 1955年に、レイモンド服部の日本語歌詞で小坂一也とワゴン･マスターズがカバーした。
- 1962年に、保富康午の日本語歌詞、弘田三枝子の歌で『みんなのうた』で使用された。
- 二葉里志による日本語歌詞がある。
- なかにし礼の日本語歌詞（原詞の内容とは全く無関係）でザ・ドリフターズがカバーした。

## 関連項目

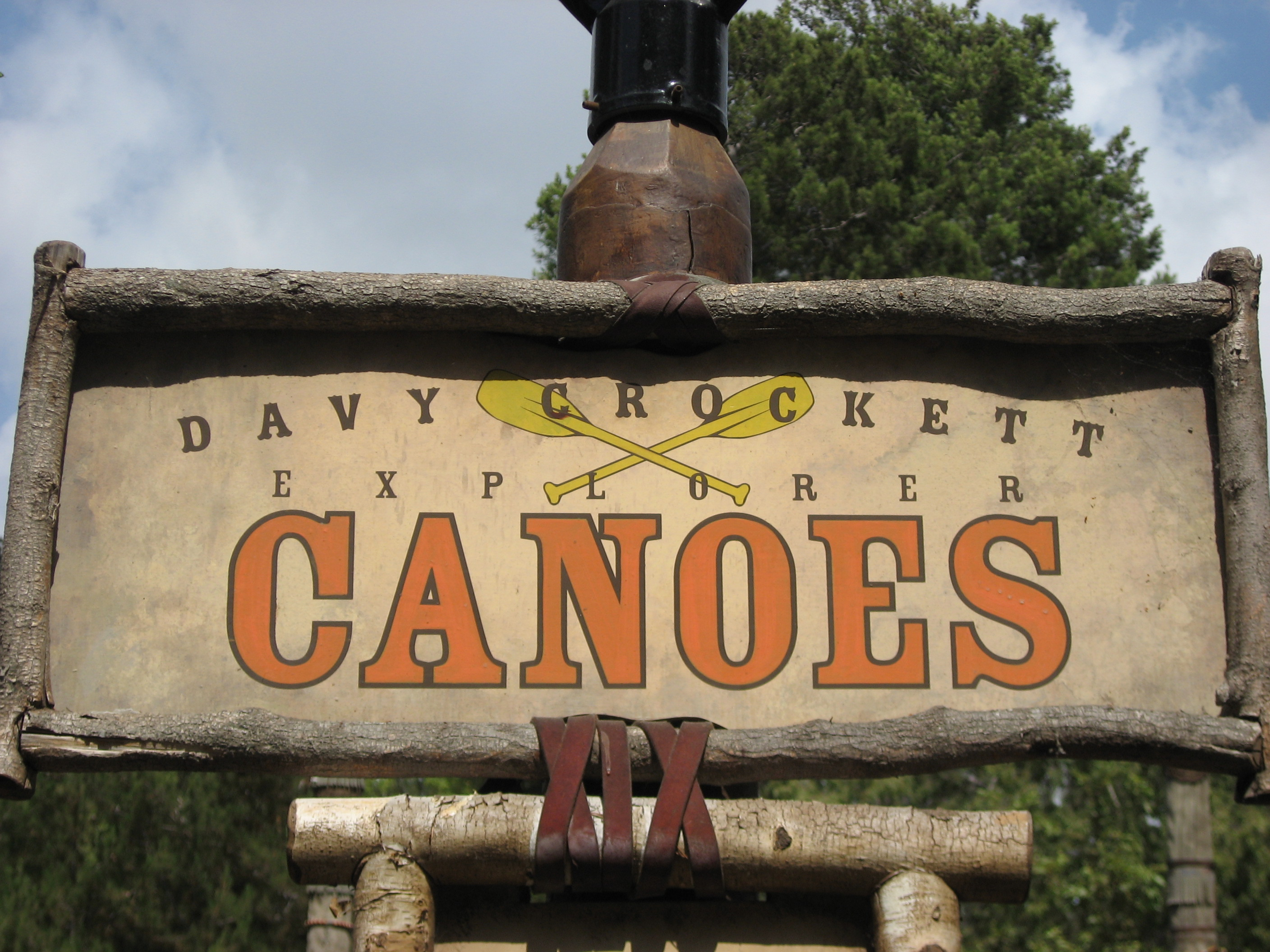
デヴィー・クロケットのカヌー探険

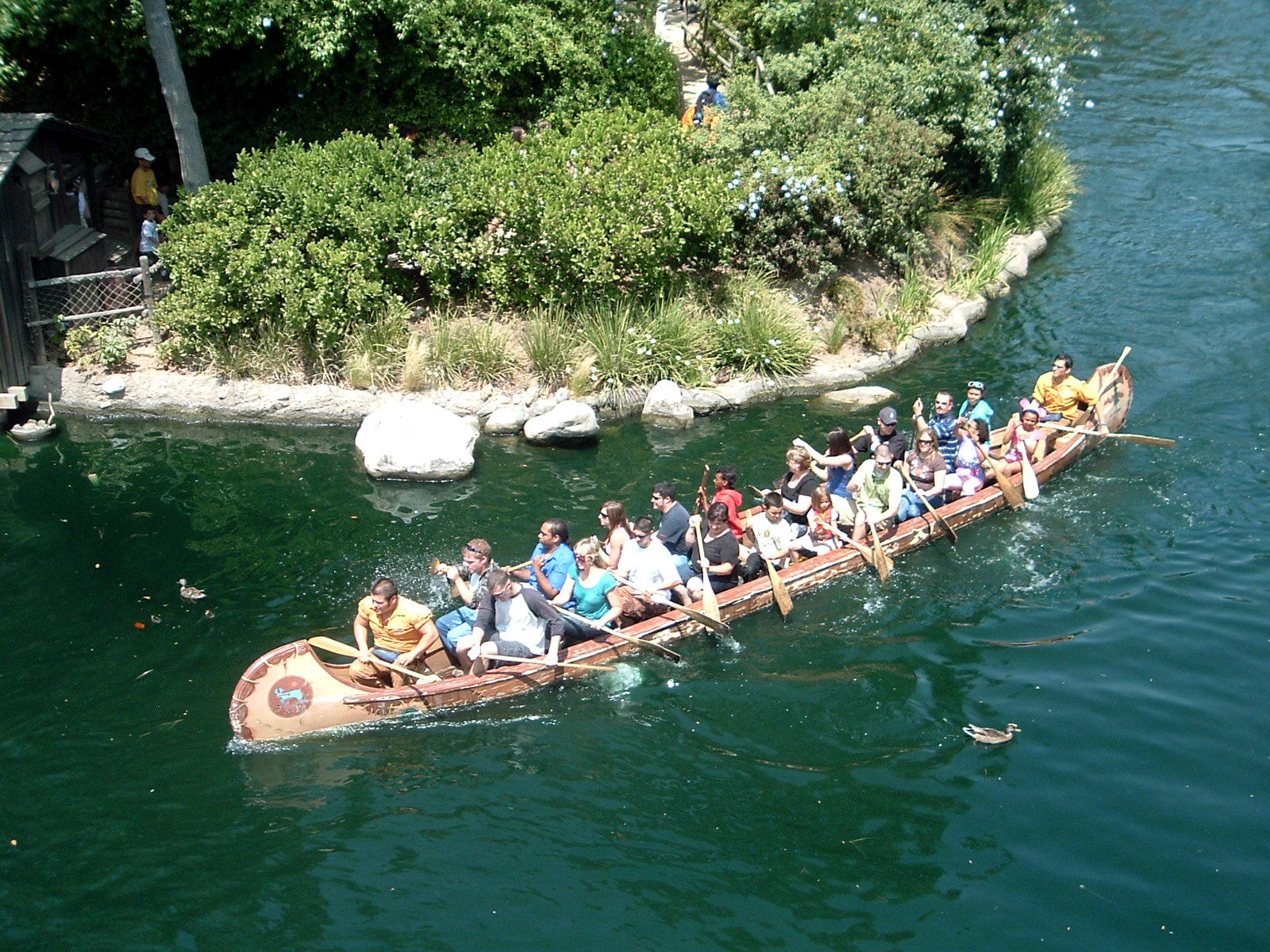
デヴィー・クロケットのカヌー探険